# Bolitophila atlantica
Bolitophila atlantica är en tvåvingeart som beskrevs av Fisher 1934. Bolitophila atlantica ingår i släktet Bolitophila och familjen smalbensmyggor.
Artens utbredningsområde är New Hampshire. Inga underarter finns listade i Catalogue of Life.